# 棕颈歌百灵
棕颈歌百灵（学名：Mirafra africana），是百灵科歌百灵属的一种，分布于津巴布韦、加蓬、斯威士兰、赞比亚、马里、科特迪瓦、安哥拉、索马里、南非、卢旺达、喀麦隆、纳米比亚、尼日利亚、利比里亚、肯尼亚、坦桑尼亚、布隆迪、刚果民主共和国、博茨瓦纳、刚果、几内亚、马拉维、塞拉利昂、乌干达、莱索托和莫桑比克。全球活动范围约为5,630,000平方千米。该物种的保护状况被评为无危。
其种加词“africana”意为“非洲的”。
棕颈歌百灵的平均体重约为43.4克。栖息地包括干燥的稀树草原、地中海型疏灌丛和亚热带或热带的（低地）干草原。